# Naoki Takashima
Pour les articles homonymes, voir Takashima (homonymie).
Naoki Takashima (高島 直樹, Takashima Naoki), né le 13 mai 1950 à Adachi (Tokyo) et mort le 2 octobre 2023, est un homme politique japonais.
Membre de le parti libéral-démocrate, il est président de l'assemblée métropolitaine de Tokyo de 2014 à 2015.
Takashima meurt le 2 octobre 2023, à l'âge de 73 ans.